# Daniel Pratt Cemetery

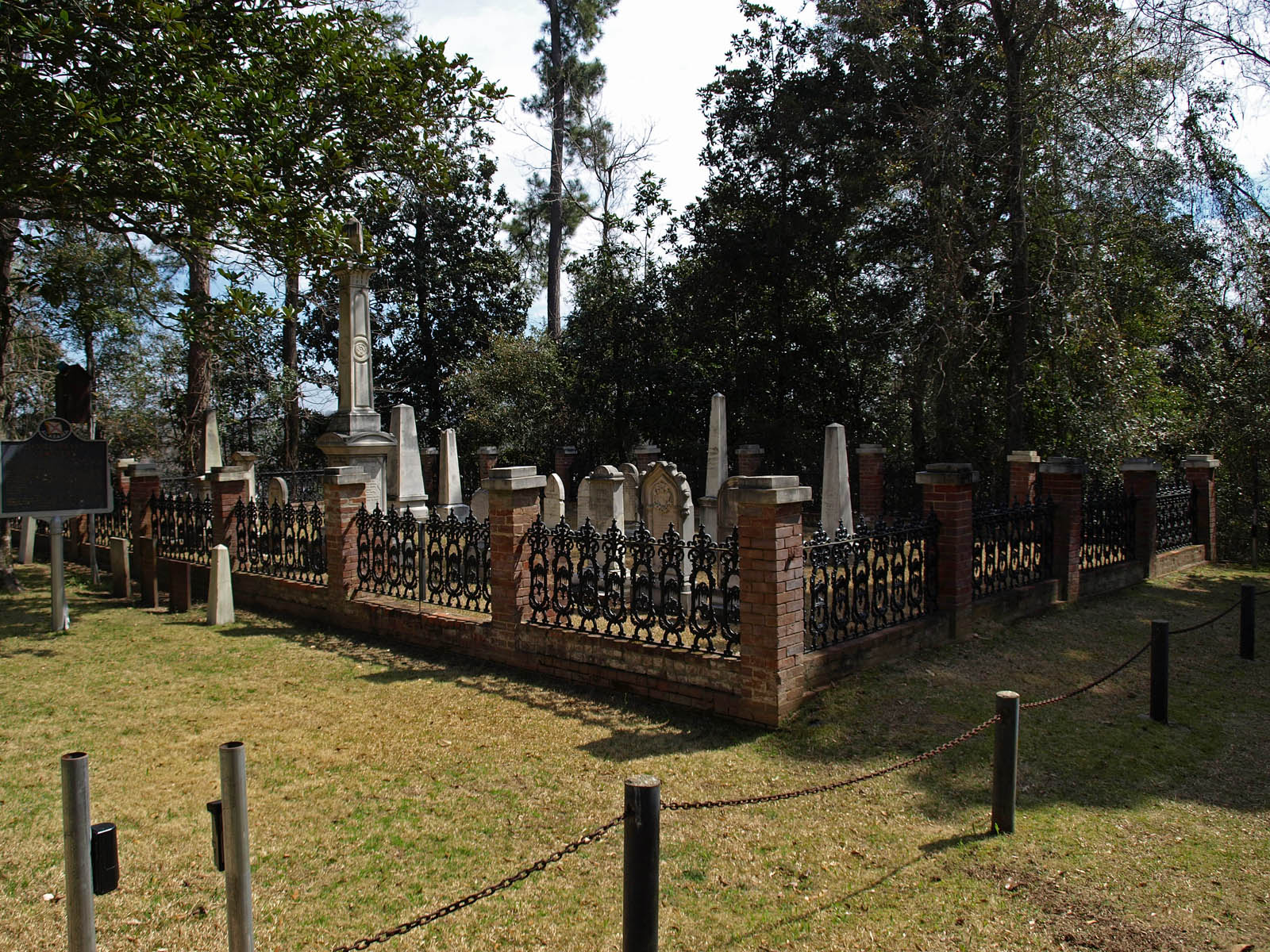
Friedhof im März 2010

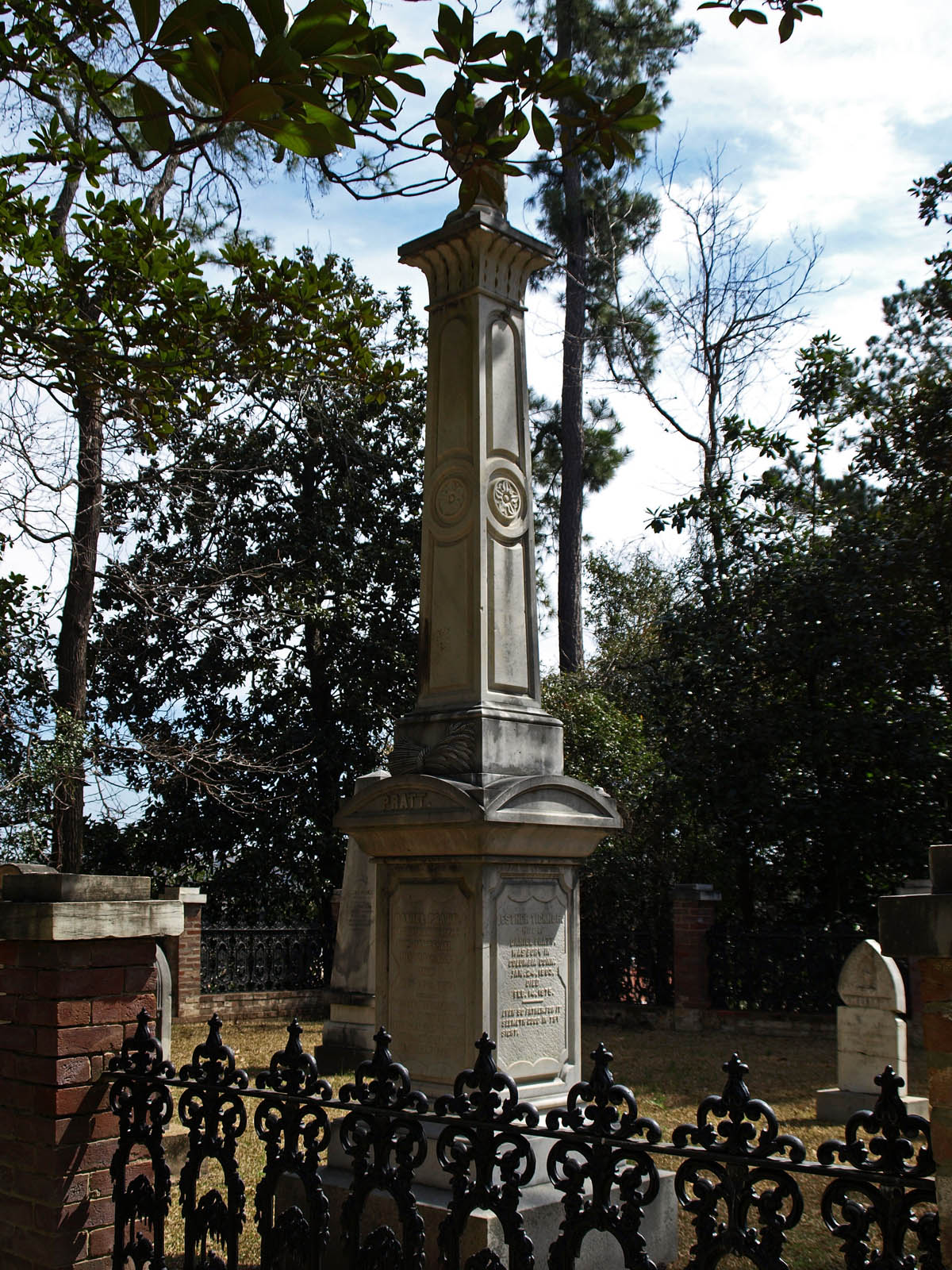
Grabmal von Daniel Pratt (1799–1873)

Der Daniel Pratt Cemetery ist ein historischer Friedhof in der amerikanischen Stadt Prattville (Alabama). Hauptsächlich diente er als Begräbnisstätte der Industriellenfamilie Pratt, darunter Daniel Pratt, nach dem der Friedhof heute benannt ist.
Der Friedhof liegt oberhalb eines als Gin Shop Hill benannten Steilhanges, zu dessen Füßen sich die Pratt'schen Fabrikanlagen erstrecken. Die 26 nachweisbaren Grabstätten datieren aus den Jahren 1849 bis 1886. Unter den bestatteten Personen sind:
- Daniel Pratt (1799–1873), Industrieller, Gründer der Pratt Gin Company
- Esther Ticknor Pratt (1808–1875), seine Gattin
- John W. Gulick (1805–1847), Künstler
- William H. Fay (1841–1864), Gefreiter des Heers der Konföderierten Staaten, der im Sezessionskrieg gegen die Truppen der Union fiel

Nach seiner Auflassung verfiel der Friedhof unter der Einwirkung des Wetters und durch Vandalismus. Mehrere Grabsteine wurden stark beschädigt oder ganz zerstört. Ein örtlicher Bürgerverein ließ den Friedhof restaurieren.

## Quelle
- Alabama Historical Commission: Alabama Inventory and Worksheet for Landmarks